# OpenAI o3
OpenAI o3は、OpenAIによってOpenAI o1モデルの後継として開発された論理的思考（reasoning）能力を強化した大規模言語モデルである。段階的な論理的推論を必要とする質問に対処する際に、追加の熟考時間を割くように設計されている。知識に基づいて応答を返すGPTシリーズと比べて、科学、数学、プログラミングなどの論理的思考能力を必要とする課題を強化している。

## 沿革
OpenAI o3モデルは、2024年12月20日に発表された。「o3」という名称は、O2という既存のイギリスの携帯電話会社との商標上の問題を回避するために採用された。このモデルは、o3とo3-miniの2つのバージョンで提供されている。o3-miniはreasoning effort（どれだけ論理的思考を深く行うか）がlow, medium, highの3つの設定がある。2025年1月10日までは、招待ベースのテストプログラムを通じて、安全性とセキュリティの研究者にアクセスが提供される。OpenAIは、2025年1月31日にo3-miniを一般公開した。

## 機能
o3は、コーディング、数学、科学などの複雑なタスクにおいて、o1モデルよりも優れたパフォーマンスを示す。難解な数学的および論理的問題を処理するAIの能力を評価するARC-AGIベンチマークでは、o3はo1の3倍の精度を達成している。
New Scientistの報道によると、o3はGoogleのソフトウェアエンジニアであるFrançois Cholletによって開発された権威あるAI推論テストである抽象化と推論コーパス（ARC）で、過去最高の75.7％のスコアを獲得したが、85％の精度を必要とする「グランドプライズ」（人間レベルの成績とされる）の要件はまだ満たしていない。テストによって課せられる計算コストの要件がなければ、モデルは87.5%の新記録を達成し、人間の平均スコア84%を超えた。
TechCrunchによると、強化学習を用いて、OpenAIがプライベートCoTと呼ぶものを使用して、応答する前に時間をかけて考えることをo3に教え込んだ。伝えられるところによると、o3は事前に計画を立て、タスクを通して推論し、問題解決を支援するために長期間にわたって一連のアクションを実行できるが、TechCrunchは、これにより応答のレイテンシが増加すると報告している。